# コミックブレイドZEBEL
『コミックブレイドZEBEL』（コミックブレイドゼーベル）は、マッグガーデンが発刊していた、『月刊コミックブレイド』の増刊号である漫画雑誌。
初期の位置付けは“少女漫画増刊号”。2004年11月15日創刊、2007年5月21日休刊。VOL.1 - 6まで続いた。表紙は全て黒乃奈々絵による。

## 作品一覧
作品名の後に数字がある場合は、掲載された号数を示す。

### 連載作品
- Vassalord.（黒乃奈々絵） - 1 - 6
- からっと!（渡辺祥智） - 1 - 6
- なかよし公園（ねじまき我人） - 1 - 6
- 新生 真田十勇士 （亜樹新） - 2 - 6
- 混沌の城（夢枕獏×松葉博） - 3 - 6
- 町立ジャーマンローズ高校2年Eins組（土方） - 3 - 6
- 転生學園月光録（宮尾にゅん） - 5,6
  - 以上全てavarusに移籍
- 地獄奇行（空廼カイリ） - 1 - 3（未完）
- 雑草館の住人達（影木栄貴） - 3 - 6（単行本にて完結）
- ひとさきの花（藤野もやむ） - 3 - 5（完結）
- ラスティックロック（藪京介） - 3,4（完結）
- イルゲネス ―The Genetic Sodom ILEGENES―（小説）（桑原水菜） - 1 - 6（単行本にて完結）

### 番外編・外伝
本誌やMASAMUNE連載作品のものが掲載された。
- ARIA（天野こずえ） - 1
- oguna（中島かずき×唐々煙） - 1,3 - 6
- 私立聖カトレア小学校（藪京介） - 2
- TALES OF SYMPHONIA EXTRALORD（壱村仁） - 2 - 6
- 僕と彼女の×××（森永あい） - 2 - 6
- 有栖シリーズ（有栖川有栖×鈴木有布子）
  - 殺刃の家 - 2
  - 壁抜け男の謎 - 3
  - ハードロック・ラバーズ・オンリー - 4
  - 瑠璃荘事件 - 5
- 西の善き魔女（小説）（荻原規子） - 3
- 西の善き魔女（荻原規子×桃川春日子） - 3 - 6
- あさっての方向。（山田J太） - 3 - 6

### 読切作品
号を追うごとにつれ連載作品が増え、読切の減少が顕著になった。
- VOL.1（2004年11月17日発売）
  - こぼれもの（藤野もやむ）
  - すてきなあのこ（志村貴子）
  - チキチキ阿羅漢荘（藪京介）
  - ライヤー・ライヤー（浅野りん）
  - てっぺん（たなかのか）
  - The Devil Loves Her.（村上渉）
  - 飛んでけさようなら。（田中子規）
  - 閑かなる意 〜奥州追想譚〜（あやめぐむ）
  - 侍 ワンス アポン ア タイム（なるしまゆり）
  - THE END OF SUMMER AND GAMP VAMP GIRL "SAY…"（山田J太）
  - オンナトモダチ（梶原にき）
  - プリンス☆ちわわんこ（茶屋町勝呂）
  - コスモス荘へようこそ（森永あい）
  - サクマイ（蘇我紫菜）
  - 銀座探偵局（大沢在昌×さとがねしょう）
  - ミズタマ（依澄れい）
  - 宵闇 〜転生學園幼蒼録外伝〜（夏乃あゆみ）
  - 炎（松葉博）
- VOL.2（2005年7月19日発売）
  - CHANGE×CHANGE（松葉博）
  - キモチクラベ ―夏―（藤野もやむ）
  - 妖精予備軍（淡島うらら）
  - ねらわれた学園（眉村卓×田中子規）
  - Idus Martiae（朝香祥×あやめぐむ）
  - 君かえごっこ（梅川和実）
  - Blue Nathaneal（稲荷家房之介）
- VOL.3（2006年03月17日発売）
  - SUNNY SIDE WALK（宮尾にゅん）
  - 八華鬼神伝（瀬都ナルミ）
  - 三銃士 ―不倒の剣―（茉島ウメ）
  - 零（さとがねしょう）
  - ふぁみこん（八木志太）
- VOL.4（2006年07月21日発売）
  - ウルフマン（草刈一朗）
  - アメふるよるに（ネスミチサト）
  - 九十九（野村のら）
- VOL.5（2006年11月20日発売）
  - へこ（田丸さと）
- VOL.6（2007年05月21日発売）
  - CRIMSON TEARS（田中佐代子）
  - 人間こわい（田丸さと）

### 企画
- 漫画
  - 歌舞伎取材マンガ 歌舞伎座のぞき観レポート（入江亜季） - 1
  - 新装版 新撰組異聞 PEACE MAKER 限定版プレミアムBOX特典DVD アフレコリポート（草刈一朗） - 2
  - 新人マンガ家奮闘記（草刈一朗） - 3,4
  - イルゲネス ―The Genetic Sodom ILEGENES― 全サドラマCDきっとアフレコレポート（田丸さと） - 5
- 対談、座談会
  - 桑原水菜×黒乃奈々絵 - 1
  - 連続ムービーシネマ「僕と彼女の×××」主演キャスト特別座談会 - 2
  - 「西の善き魔女」TVアニメ化特別企画 荻原規子×桃川春日子 - 3
- インタビュー、コメント
  - 「転生學園幻蒼録」プロデューサーインタビュー - 1
  - 連続ムービーシネマ「僕と彼女の×××」 森永あい先生&浜本正機監督インタビュー - 2
  - 「西の善き魔女」TVアニメ化記念 オトコマエインタビュー特集 - 3
  - 「Vassalord.」ドラマCD発売記念 主演声優インタビュー - 4
  - 応募者全員サービス3誌連動スペシャルドラマCD「Vassalord.」「イルゲネス ―The Genetic Sodom ILEGENES―」収録キャストコメント - 5
- コラム
  - 冲方丁×梅川和実 特別コラム「少女マンガについて何か話そうぜ！」 - 1
- 付録
  - 黒乃奈々絵特別短編集&「PEACE MAKER 鐵」設定資料集 - 1
  - 「Vassalord.」ミニドラマCD - 3,4
  - 「TALES OF SYMPHONIA」特製替えカバー - 6